# 高麗青瓷
高麗青瓷（：／），朝鲜半岛传统陶瓷的一种，特指高麗時代發展出的青瓷製作技術及其成品，目前估計此技術最遲在十世紀後半已開始發展。當時世界上只有中國與其能製造青瓷，因此高麗青瓷能在世界陶瓷史上佔一席之地。高麗青瓷的發展與高麗跟中國的貿易交流有密切關係，早期的造型、釉色等受中國許多窯場影響，但後來逐漸往更加豐富的裝飾技法發展，並在十二世紀到十三世紀到達極具特色的成熟巔峰期，製造了極具代表性的镶嵌青瓷。高麗青瓷在十四世紀走向衰微，之後轉向其變種──粉青沙器的發展。

## 历史

### 早期

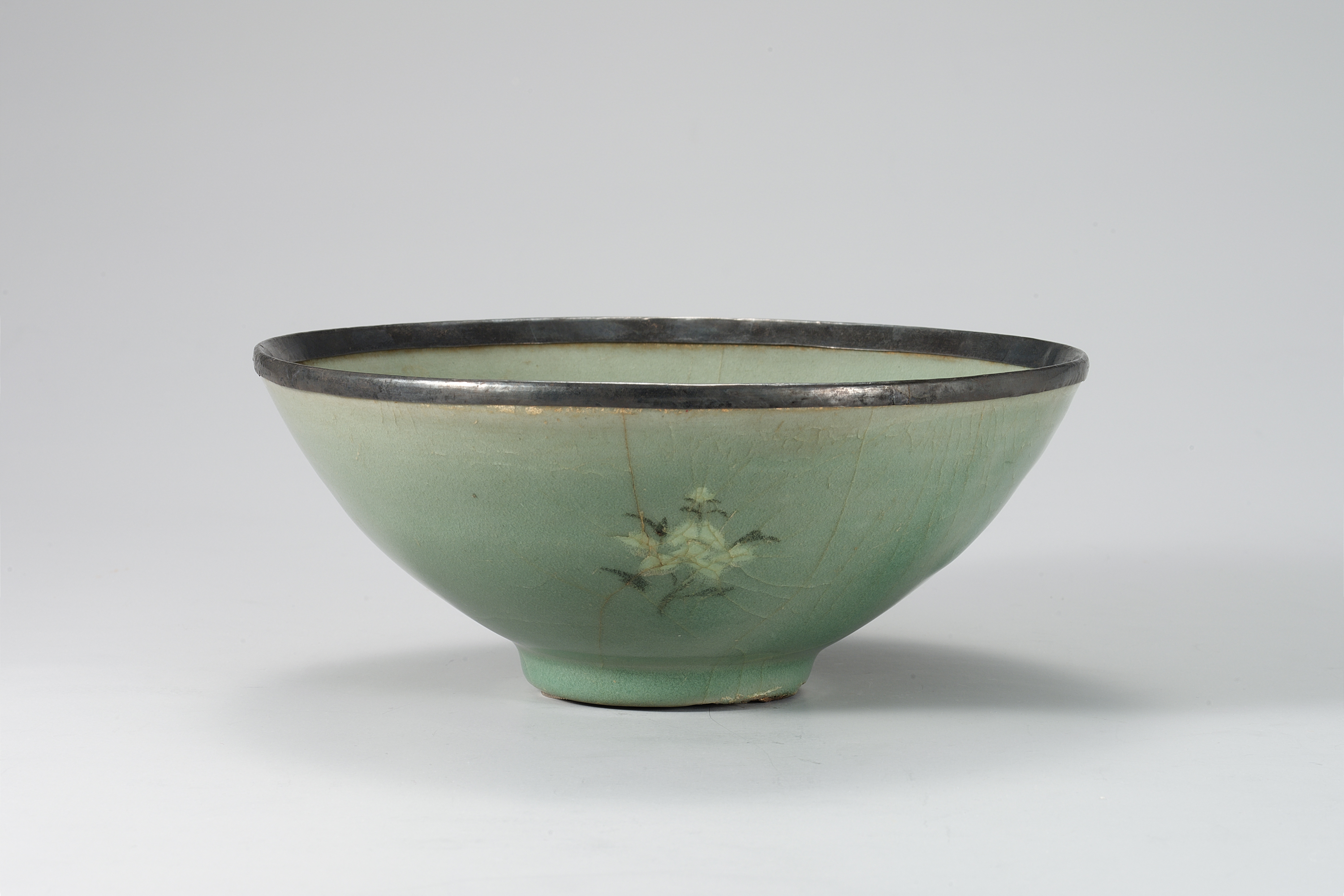
大韩民国国宝第253号青瓷陽印刻連唐草·象嵌牡丹文銀釦大楪

9世纪后期，朝鲜半岛西南海岸一带开始从中国浙江地区引进瓷器和制瓷技术。黄海道松禾、峰泉，京畿道杨州、始兴、龙仁，全罗北道镇安、高敞，全罗南道康津、高兴等地窑址考古发现表明统一新罗在9世纪后期左右已经开始生产瓷器。韩国学者郑良谟所著的《高丽青瓷》将早期高丽青瓷分为玉璧底优质青瓷和粗质绿青瓷两个系统。玉璧底优质青瓷由于造价昂贵，产量有限，主要用于满足上层社会需求。相反，绿青瓷产量大价格便宜，成为普通民众的日用品。全罗南道康津的青瓷窑是这一时期优质青瓷窑的代表。这里生产的青瓷釉色漂亮，胎质致密，其中的上品已经接近高丽青瓷鼎盛时期的翡色（翡翠色）。绿青瓷由于胎土中砂粒较多而不致密，釉类似于灰釉，因还原烧造得不好呈绿褐色，主要产于京畿道仁川、忠清南道保宁郡、全罗南道海南等地。:2-3

### 发展期

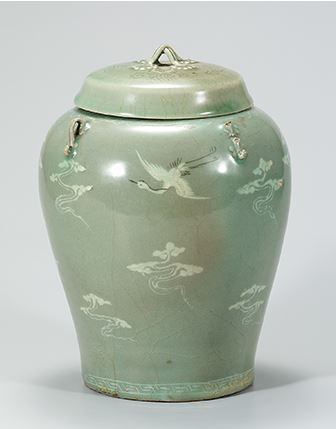
高丽青瓷蜜罐

10至11世纪，高丽青瓷的制作工艺得到发展与完善，并开始高丽化。继康津窑之后，全罗北道扶安郡保安面一带的瓷窑也发展成为颇具规模的官窑:3。文宗执政期间（1046-1082年），高丽青瓷进入兴盛期。从11世纪中期开始，高丽青瓷显示出曲线柔和的高丽精致风格。与此同时，高丽青瓷的烧制技术也开始逐渐赶超宋朝:15-17。
11世纪中后期，随着高丽青瓷制作技术的进一步发展，这一时期的高丽青瓷质量变得更加稳定，釉色变得半透明。虽然宋代青瓷对高丽青瓷的影响在这一时期仍很明显，但器型和紋饰方面也开始显现出一些高丽化的特征。:16-17

### 鼎盛期
12世纪前期，纯色高丽青瓷进入鼎盛时期。随着高丽青瓷还原烧制技术变得更加精湛，青瓷釉色逐渐变亮，12世纪初接近翡色。仁宗元年（1123年），北宋徽宗年间到访高丽的使臣随员徐兢在其《宣和奉使高丽图经》卷三十二器皿条对高丽青瓷作了褒奖:“陶器色之青者，丽人谓之翡色。近年以来制作工巧，色泽尤佳……狻猊出香，亦翡色也。上为蹲兽，下有仰莲以承之。诸器为此物最精绝。”宋代太平老人所著的《袖中锦》将高丽青瓷称为“高丽秘色”，并将其列为天下第一的物品之一：“监书、内酒、端砚、徽墨、洛阳花、建州茶、蜀锦、定瓷、浙漆、吴纸、晋铜、西马、东绢、契丹鞍、夏国剑、高丽秘色……皆为天下第一，他处虽效之，终不及。”:17-18这一时期的高丽青瓷釉色半透明，几乎无开片。由于胎土瓷化得好，青瓷胎质变得更加致密。此外，高丽青瓷在器形方面也摆脱了中国青瓷的影响，显示出端雅的高丽风格。韩国学界将这一时期视为高丽青瓷发展史上的第一个高峰:3。

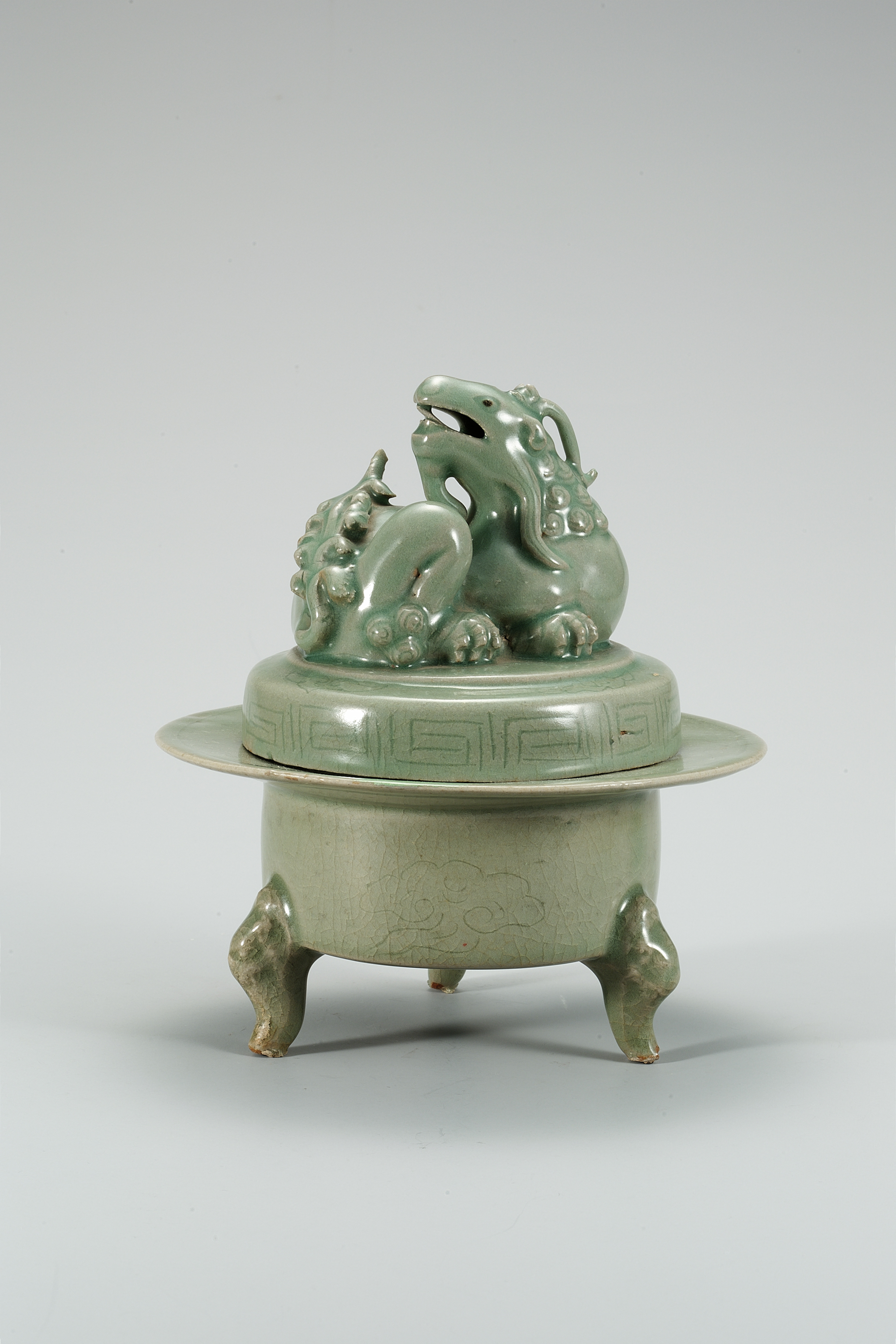
韩国国宝65号青瓷麒麟香炉（12世纪）

12世纪中叶，随着镶嵌技法的日趋成熟，高丽青瓷进入其发展史上的第二个高峰期，镶嵌青瓷的全盛时期。这一时期的高丽青瓷釉色变得更加透彻、亮丽，并出现开片。器形方面显示出流畅、柔和的高丽风格，摆脱了棱角犀利的中国陶瓷的影响。12世纪后半期，镶嵌青瓷已发展成为高丽代表性陶瓷，被大量批量生产。与此同时，高丽青瓷的镶嵌方法与纹样也日趋繁多，主纹与从属纹开始一起使用，传统的印花云鹤纹，折枝纹以及牡丹唐草纹等纹样也镶嵌得更加精巧，从而形成高丽青瓷独有的风格。:21

### 衰退期
1231年蒙古入侵高丽后，高丽文化遭到极大破坏，高丽青瓷开始从鼎盛走向衰退。忠烈王时期，随着高丽社会恢复稳定，高丽青瓷也得到一定的恢复。这一时期，中东及西方文化通过元朝传入高丽，青瓷在一些器形、段样和烧制方法等方面显示出少量的变化，并出现了镶嵌工序简化的扁壶。1330年后，高丽青瓷开始进入极度衰退，后发展成为朝鲜王朝粉青沙器的母体。:22-25

## 中國的影響
高麗青瓷與中國青瓷有著相當深遠的淵源，相傳最早的時候，高麗陶工是在中國陶工(來自越窯)的指導下開始製作青瓷。西元十二世紀前，高麗青瓷仍深受中國青瓷影響，而後方漸漸發展出自我的獨創特色。中國許多窯場皆對高麗青瓷有深遠的影響，其中最為顯著的分別為越窯、耀州窯以及汝窯。
越窯對高麗青瓷的影響可分別由窯爐、器形等角度探討。從中國浙江越窯的荷花心窯址及北韓峰泉的員山里窯址的比較中，不難發現兩者窯爐的長度、寬度及結構都極為相似，證明兩地技術的交流頻繁。從青瓷樣貌來看，則可見越窯的玉璧形足圈對高麗的影響。學者認為，八、九世紀流行於中國的碗底玉璧形足圈與十世紀時京畿道龍仁市西里窯址的「先日暈底」及「日暈底」有相似之處，且高麗磚築窯及塾圈等技術也直接受到五代越窯的影響。

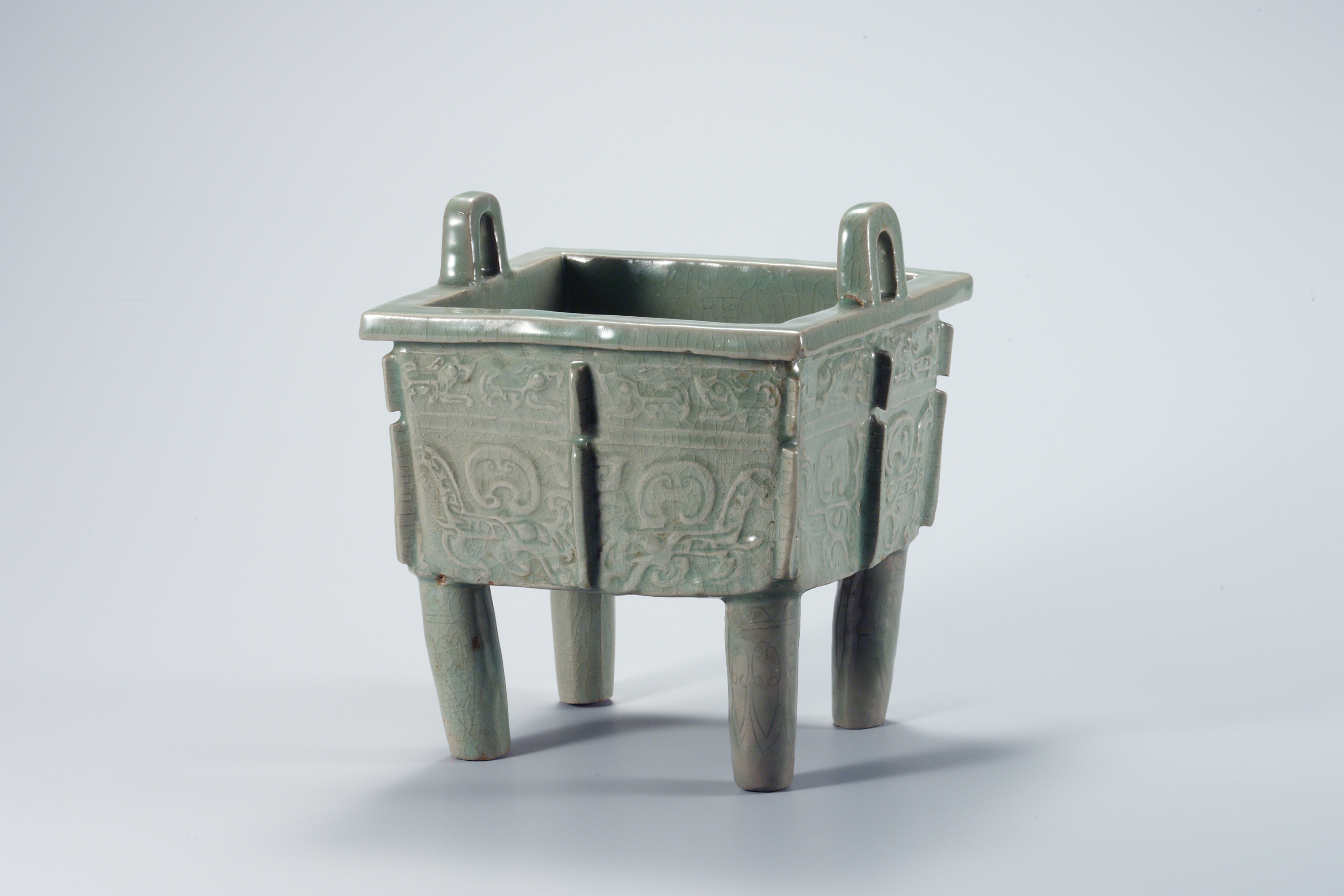
鼎型高丽青瓷香炉

高麗出土的中國陶瓷中，也不乏許多耀州窯的名品，故很早即有人肯定耀州窯對高麗青瓷的重要影響。學者認為兩者在釉色、器形、印花技法及紋飾皆有共同性。部分高麗青瓷高級品在耀州窯原有的紋飾中再加入細陰刻線，更加提升其獨特性。
汝窯與高麗青瓷的交流亦相當頻繁，汝窯名品《盤口折肩瓶》、《玉壺春瓶》等在高麗多有相似之作；高麗青瓷中常見的〈花形盞托〉(一種以瓶口或外翻的多辦花口圓托作為台器、其上放置盞碗的器形) 也早在中國出現過。汝窯與高麗青瓷的關係可藉由國立故宮博物院的汝窯《蓮花式溫碗》及高麗青瓷的《花口碗》比較得知。從外表來看，除了色澤的不同，兩作品的確在器形上有許多相似之處。然而故宮所藏蓮花式《溫碗》的用途為盛裝熱水、用作「溫酒」；而《花口碗》的器皿則相對較小，是否有溫酒用途仍有待商榷。此外也有圖錄將其與許多蓮花盤一同拍攝，在功能上顯出小碗與盛盤的組合。因此很難斷定高麗青瓷的許多特徵是否必然源自於中國，但可以肯定的是兩者間技術交流的密切度。 

## 獨創特色

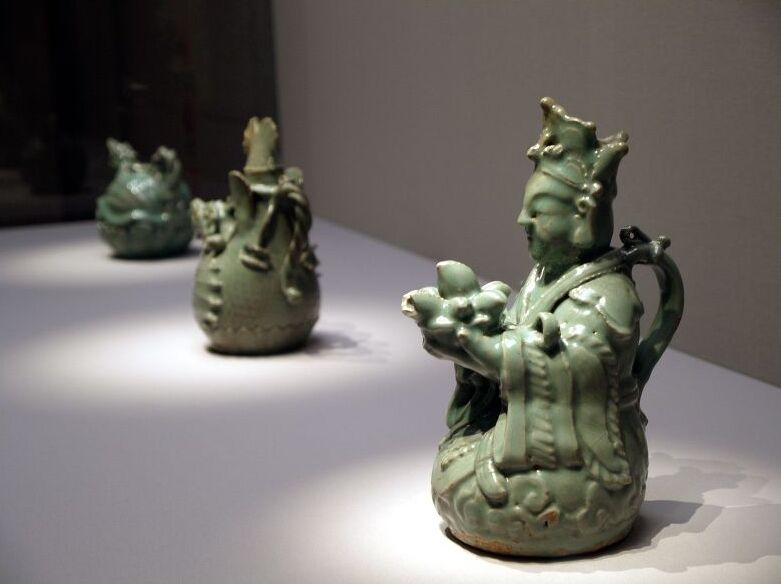
青瓷人物形注子，韩国国宝167号

高麗青瓷雖追仿中國，因其自身的天然條件，如胎土、釉料等因素使得其開展出獨創特色，不再只是中國青瓷的仿製品。為追仿汝窯而製造的翡翠青瓷，因為本身釉層薄且透明，和厚釉層的北宋汝窯、南宋龍泉窯相當不同。許多青瓷的創作靈感來自大自然的動植物，再配合可塑性較高的胎土，因此動植物形象的象形青瓷開始流行。利用黑、白色的裝飾鑲嵌在器皿上，創造出異色的圖案效果，镶嵌青瓷成為高麗青瓷最具特色的種類。銅畫青瓷則是利用氧化銅在瓷胎上繪畫，由於燒造不易，銅料而貴，因此成為稀世珍品。

### 翡色青瓷
高麗十一世紀後半即掌握製作青瓷的技巧而能製造出有玉光釉面的瓷器，徐兢於宣和五年（1123）年出訪高麗後所著的《宣和奉使高麗圖經》中便有紀載其所見的高麗人使用的器皿，而這些器皿與汝窯很像。但細看能發現，翡翠青瓷釉層較薄且透明，很少看到冰裂紋，幾乎可以完全看見胎土的灰青色，且翡色青瓷的發色取決於胎土和釉料間的調和，再加上因為釉料含錳，顏色呈灰色，除了錳，翡翠青瓷的鈣含量也較高。

### 象形青瓷
自十一世紀末起便有人開始製作象形青瓷，至十二世紀始大為流行。利用高麗青瓷的胎土較為均勻，容易塑造成各種形狀的特質，工匠大量製造出各式樣貌的象形青瓷，主要以動植物及人形為主。此類的名作有於澗松美術館的《青瓷鴨形硯滴》及《青瓷母子猿形硯》，製作手法精煉，作品優美而活靈活現。

### 镶嵌青瓷
镶嵌青瓷為高麗青瓷中最具代表性的類別，在十二世紀到十三世紀蔚為流行。其裝飾技法是在原本的的器皿上刻、剔畫出圖案與線條，再填入赭、白色的粉料，並刮去溢出的化妝土，素燒後再上青釉燒製。由於配合透明度高的青釉，在青釉之下仍可清楚可見黑白圖案，與灰青的底胎形成鮮明對比。

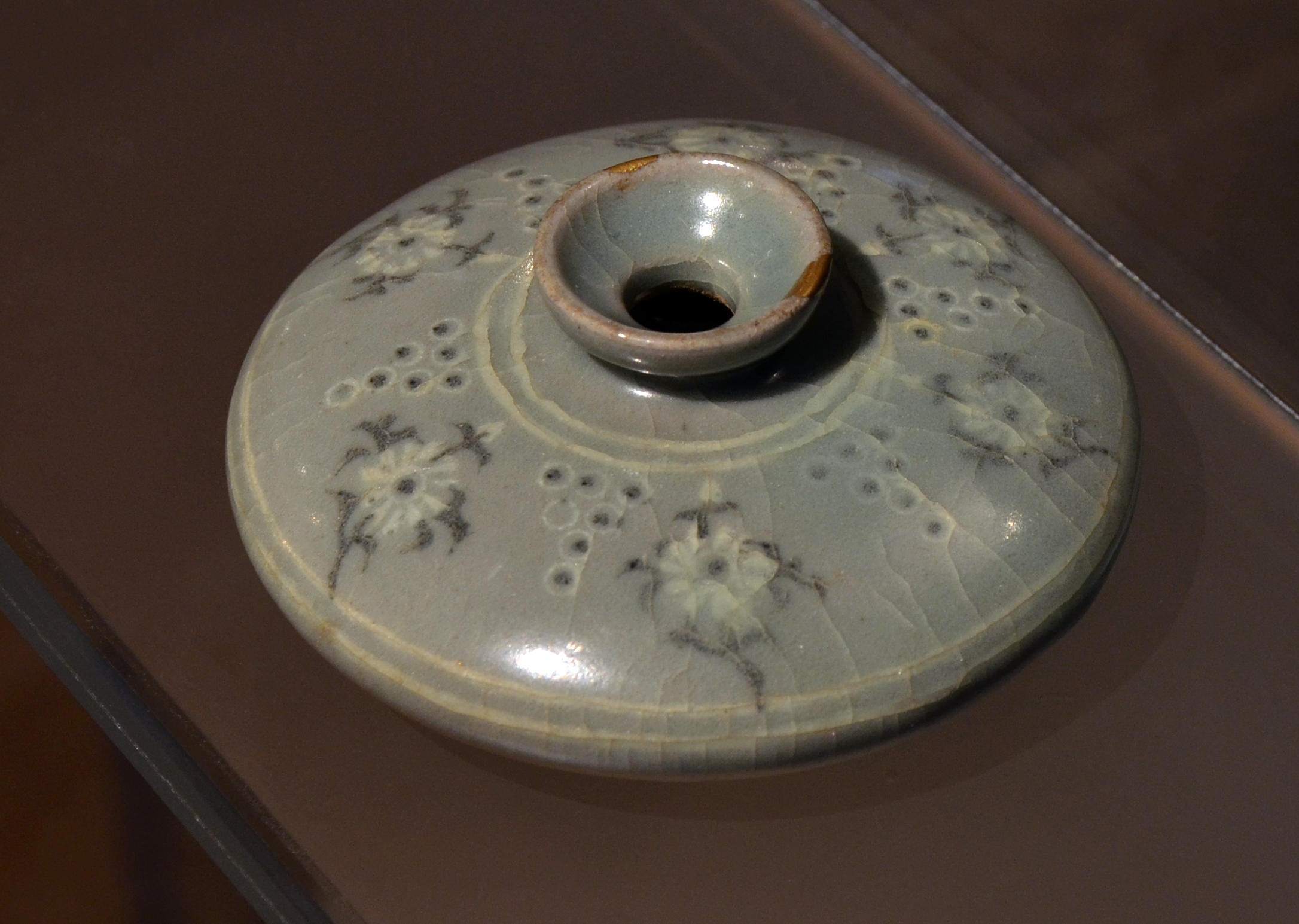
德国博物馆收藏的高丽青瓷

### 銅畫青瓷
銅畫青瓷為高麗青瓷中別具特色的種類，韓國學者稱之為「辰砂青瓷」，最早在十二世紀前半已開始發展，十二世紀中葉到十三世紀數量開始增加。其技法為運用含氧化銅的顏料在瓷胎上繪畫，之後再施青釉燒製，通常會與其他的技法如镶嵌、刻花等一起運用。由於同在高溫燒窯時狀態極不穩定，因此不易產生鮮豔的銅紅色，再加上銅料昂貴，故傳世品相當稀少。

## 重要作品

### 青瓷透刻七寶紋香爐

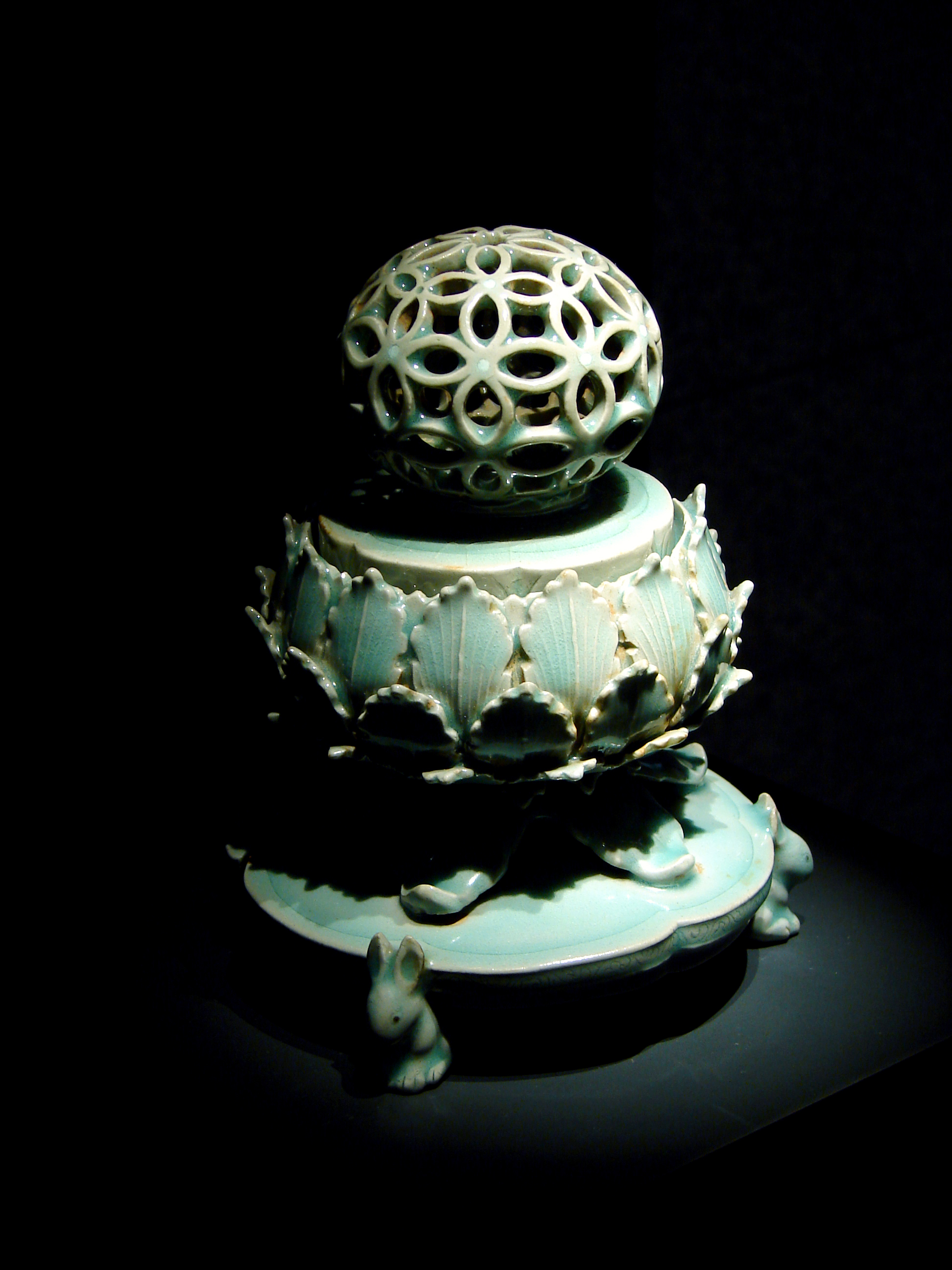
青瓷透刻七寶紋香爐，韩国国宝95号

高15.3公分，屬國寶95號，藏於韓國國立中央博物館。
此件作品將陽刻、陰刻、透刻、鑲嵌、貼花等多種技巧融合。香爐由花托、花瓣的爐身及七寶結紋樣透刻球形裝飾的花形蓋組成，下方是三隻兔形的足，爐蓋中間有孔，而七寶紋透刻的花蕊上有鑲嵌原點，被認為是初期的鑲嵌技法，此件作品被認為展現了12世紀的精美技法。

### 青瓷瓜形瓶
高22.7公分，屬國寶94號，藏於韓國國立中央博物館。
據說此件作品出土於高麗王朝第17任國王仁宗陵墓－長陵。此件作品屬於沒有紋樣、色彩和裝飾的純青瓷，是令人進一步了解12世紀中期高麗青瓷的重要出土物，若從釉藥、顏色和形狀來看，亦為高麗青瓷的代表作。
其來源與中國古代青銅酒器「尊」有關，推測是在中國北宋時期製作成陶瓷後傳入韓國，此件作品展現了高麗青瓷的釉藥之美，也突出了其特有的造型。

### 青瓷獅子香爐

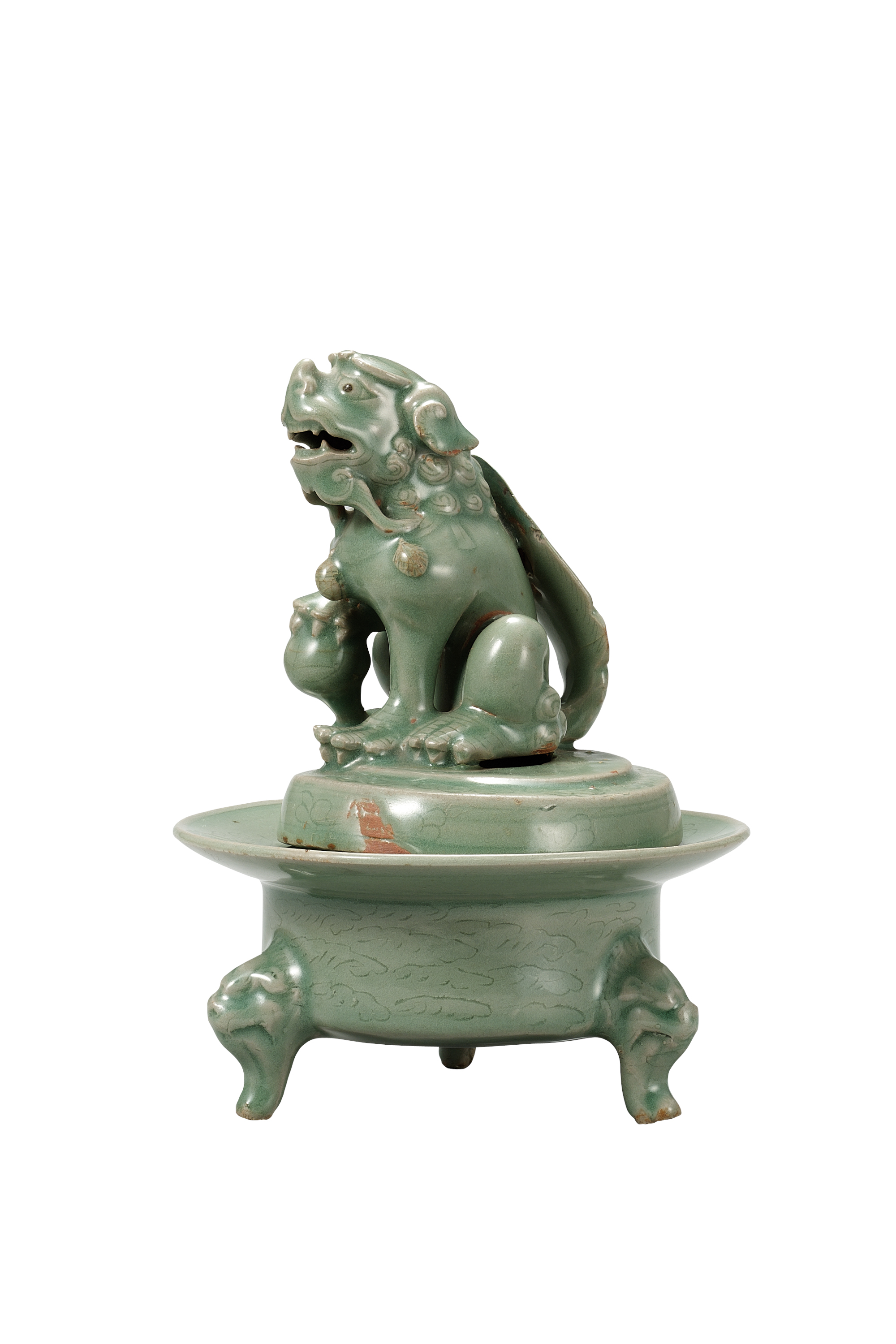
青瓷獅子香爐，韩国国宝60号

高21.2公分，口徑11.1公分，數國寶60號，藏於韓國國立中央博物館。
青瓷獅子香爐為十二世紀高麗青瓷全盛時期的作品，由燃香部分的香爐本體以及獅子形狀的爐蓋所組成。爐蓋獅子的雙目以紫土為底，以黑色點睛。獅鬃與腳趾等細部以細線陰刻；而獅身香爐鈣及爐口點面寬邊上則刻有「散花紋」；爐身則以稀疏的雲紋表現。作品的釉彩淡綠泛有光澤，獸面足則露出褐色的胎土，靈動中帶有威嚴。
此香爐因與中國宋朝使臣徐競所作之《宣和奉使高麗圖經》中敘述的獅子香爐有關而受到矚目，雖作品本身於徐競所見稍有差異，但仍被認為是能表現十二世紀前半葉青瓷發展狀況的代表。

### 青瓷銅畫葫蘆形水注

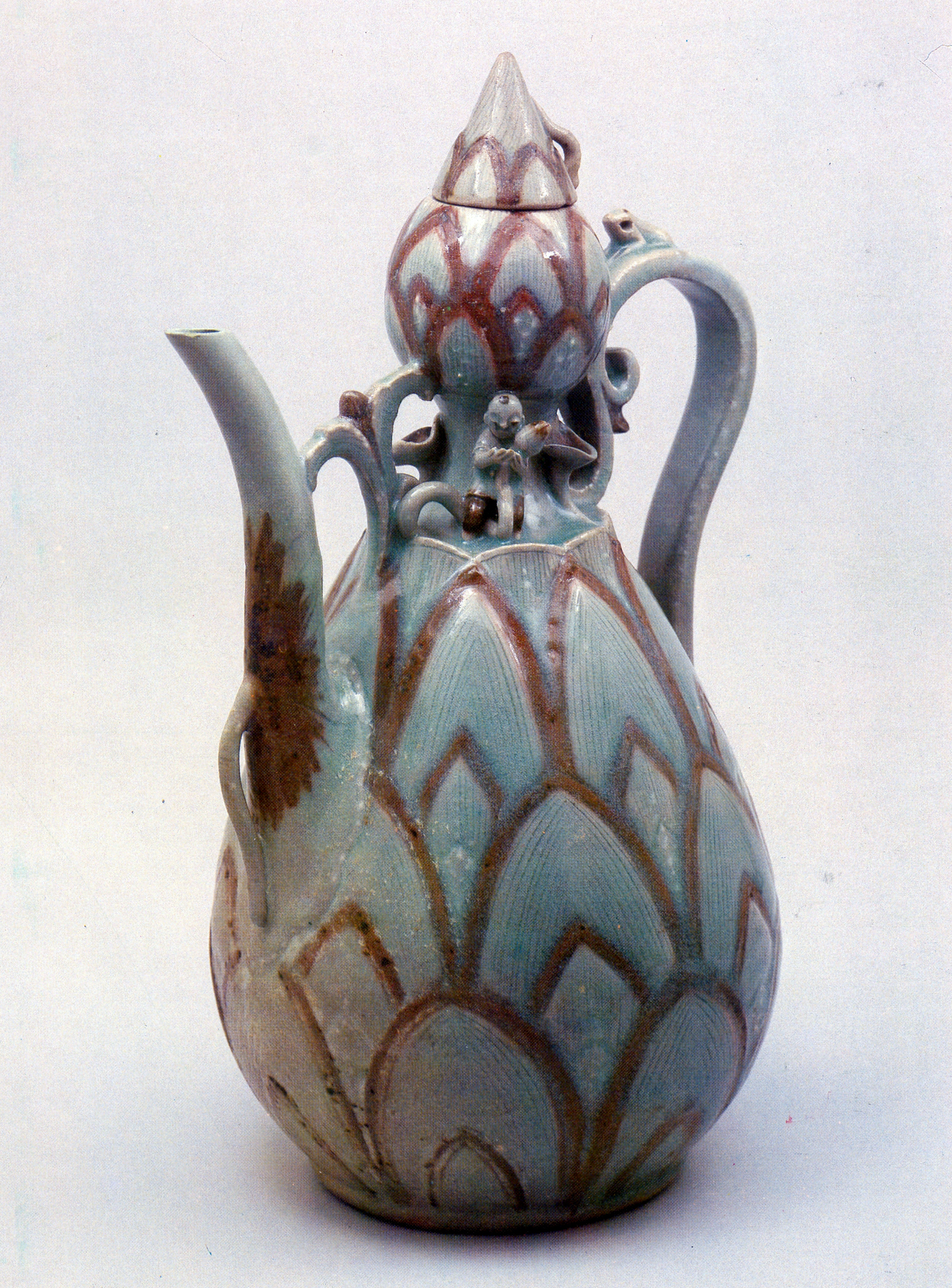
青瓷銅畫蓮花紋瓢形注子，韩国国宝133号

高32.5公分，屬國寶133號，藏於韓國三星美術館。
此件作品從高麗王國大臣崔沆的墓裡出土，為目前最早可紀年的銅畫青瓷。此青瓷在造型上仿造葫蘆，同時以銅紅料畫出蓮花瓣的邊緣，使得整件瓷器起看起來又像是一朵含苞待放的蓮花。細節部分，在每一片的「蓮瓣」上以陰刻技法刻出細線作畫花瓣的細脈。在器的頸部，雕有一個手持蓮花的小人，其眼睛、褲子亦用銅紅料上色。

### 青瓷镶嵌雲鶴紋梅瓶
高41.7公分，屬國寶68號，藏於韓國澗松美術館。
此件作品的梅瓶造型為中國唐代已有的器形，是高麗青瓷受中國影響的表現之一，但其技法同時極具特色。瓷器表面鑲嵌黑、白色土，表示雲紋、白鶴、圈紋等圖案。這些圖案的排列平均散佈在瓷器表面，雲鶴是否有黑白圈紋包圍亦是有秩序的。瓶底則為一圈竹葉紋，也以黑、白色土做小圈點裝飾。整件瓷器運用镶嵌技術展現細緻的圖案，再配合具透明感的青釉，使得作品更有層次感。